# 庫樓九
库楼九（D Cen），又名半人马座D，是半人马座的一个双星系统，距离地球约566光年，总视星等为+5.31，位于銀經296.13，銀緯16.65，其B1900.0坐标为赤經12h 8m 48.9s，赤緯-45° 16.65′ 4″。
该恒星系统光谱类型为K型橙色巨星，较亮的成员星视星等为+5.31，其光学伴星的视星等为+6.8，两星相隔2.9弧秒。